# Kryry (Pologne)
Pour l’article homonyme, voir Kryry.
Kryry est une localité polonaise de la gmina de Suszec, située dans le powiat de Pszczyna en voïvodie de Silésie.